# Дылеевка (Краматорский район)
Дылеевка (укр. Диліївка) — село в Константиновской городской общине Краматорского района Донецкой области Украины.

## Общие сведения
Население по переписи 2001 года составляло 402 человека. Почтовый индекс — 85142. Телефонный код — 6272.

## Известные уроженцы
- Догаев, Владимир Иванович — Герой Советского Союза.